# Andreu Martí Pineda
Andreu Martí Pineda (Xàtiva, ? – València, c. 1566) fou un poeta valencià del Renaixement.
Va ser notari de la ciutat de València des del 1512, essent nomenat examinador del col·legi notarial el 1535. Formà part diverses vegades del consell general de la ciutat (1528, 1538 i 1547). És coneguda una notable participació en la vida pública entre els anys vint i trenta del segle xvi, així com coneixença amb personatges representatius de la generació anterior com Bernat Fenollar o el notari Joan Moreno.
Segons Jordi Rubió i Balaguer, en l'obra d'Andreu Martí Pineda s'hi poden veure representats tres estils literaris que coexistien en la producció literària de la València del seu temps: el filosoficoreligiós, l'emfàtic i llatinitzant i el més circumstancial, molt proper al llenguatge del poble.
De l'obra primerenca (i de caràcter més religiós) de Pineda cal destacar la Contemplació en honor i reverència de les set vegades que el nostre redemptor Jesús escampà la sua preciosíssima sang (1521) i tres composicions religioses amb què guanyà el certamen literari valencià en honor de la Concepció de la Mare de Déu el 1532.